# С той стороны зеркального стекла
«С той стороны зеркального стекла» — «доисторический» сольный магнитоальбом Бориса Гребенщикова. Название позаимствовано у Арсения Тарковского (строка стихотворения «Первые свидания» из цикла «Земле — земное»). Альбом был выпущен на CD в 2001 году в составе сборника «Доисторический Аквариум».

## История
Альбом был записан в домашней студии у знакомого Всеволода Гаккеля Якова Певзнера с помощью самодельного ревербератора весной-летом 1976 года (на обложке самого альбома указан декабрь 1975 года). Если «Искушение святого Аквариума» — концептуальный альбом, «Притчи» записан в стиле акустических песен Болана, то здесь Гребенщиков нащупывает свой собственный стиль.

Боб искал возможность записать новый альбом, и я позвонил Якову (его фамилию мне не удалось вспомнить), с которым познакомился ещё в период сотрудничества с «Акварелями». У него была домашняя студия, которую он построил на основе переделанного магнитофона «Юпитер». Я познакомил их с Бобом, и мы сразу попробовали записать несколько песен. К сожалению, микрофон был один, и возможности студии не позволяли делать наложения. К моменту записи мы уже имели сделанными несколько песен и предполагали играть вместе, но по чисто техническим причинам этот альбом получился сольным альбомом Боба, который получил название «С той стороны зеркального стекла».

В январе 1975 на концерте в клубе "Эврика" АКВАРЕЛЬ столкнулась с группой АКВАРИУМ, следствием чего стало знакомство Севы с Борисом Гребенщиковым и Дюшей Романовым. Пару месяцев спустя Гаккель покинул АКВАРЕЛЬ и вместе со своим приятелем, скрипачом Колей Марковым, влился в ряды АКВАРИУМА. Дебют нового состава состоялся 2 мая на пляже в Ольгино. Год спустя виолончель Гаккеля прозвучала в одном номере гребенщиковского альбома "С той стороны зеркального стекла", который записал его бывший соратник по АКВАРЕЛИ Яков Певзнер.

## Участники записи
- Борис Гребенщиков — голос, гитара
- Яков Певзнер — звукорежиссёр
- Всеволод Гаккель — поддержка

## Список композиций
Автор музыки и слов ко всем песням — Борис Гребенщиков, кроме специально отмеченной.
1. Сат (2:14) — инструментал
2. Блюз НТР (3:32)
3. Чит (1:05) — инструментал
4. Блюз свиньи в ушах (2:01) (Б. Гребенщиков — А. Гуницкий)
5. Ананда (1:23) — инструментал
6. Блюз во имя ночи (2:58)
7. Ты — мой свет (1:57)
8. Замок (1:35)
9. Мост (2:05)
10. Песня (0:30)
11. Лето (2:04) — инструментал
12. Незнакомка (1:53)
13. Танец (2:30)
14. Переход через (2:06) — инструментал
15. Дитя рассвета (1:02)
16. Л. Ю. (1:00)
17. Сказка про зверя Аш (1:10) — инструментал
18. С той стороны зеркального стекла (2:37)